# Meesia ulei
Meesia ulei là một loài Rêu trong họ Meesiaceae. Loài này được Müll. Hal. mô tả khoa học đầu tiên năm 1898.